# Corinto Corinti

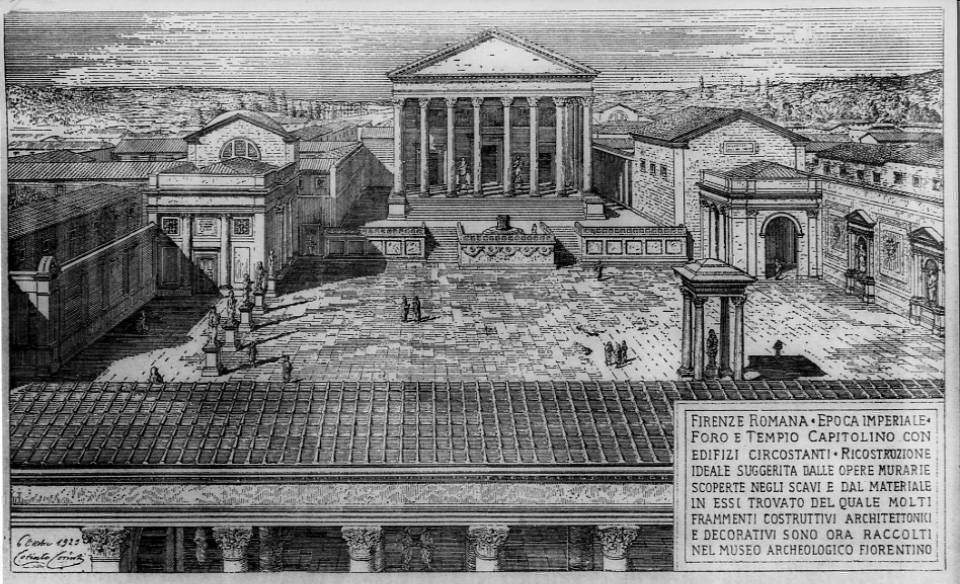
Corinto Corinti, Firenze romana. Epoca imperiale, foro e tempio Capitolino con edifizi circostanti, ricostruzione ideale.

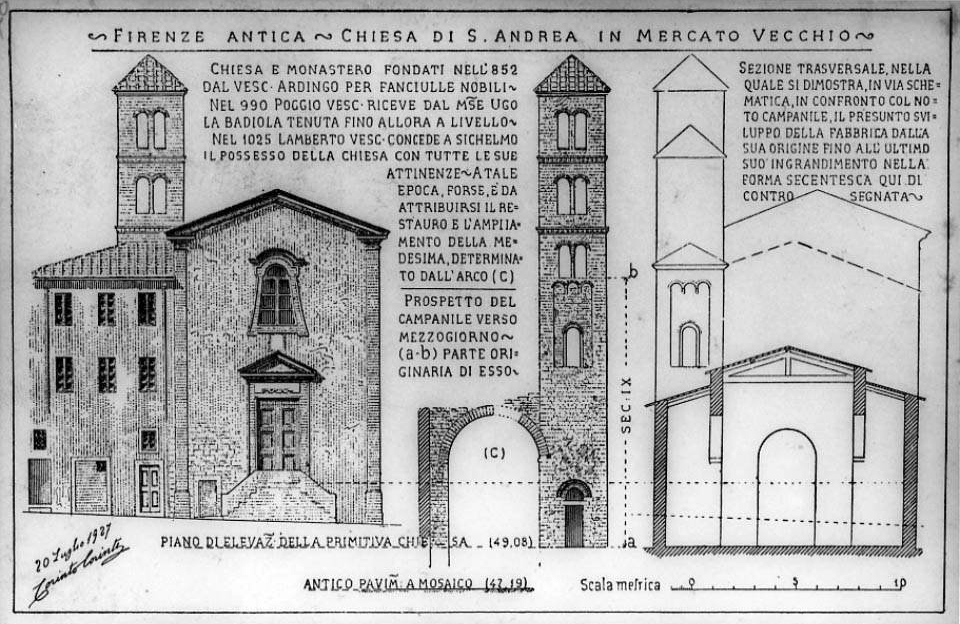
Corinto Corinti, Firenze antica. Chiesa di Sant'Andrea in Mercato Vecchio.

Corinto Corinti (Castiglion Fiorentino, 30 ottobre 1841 – Firenze, 13 marzo 1930) è stato un architetto e ingegnere italiano.

## Biografia
Compì i suoi studi presso gli Scolopi ad Arezzo e successivamente all'Istituto tecnico e all'Accademia di belle arti di Firenze. Nel 1864, presso quest'ultima, ottenne un premio semestrale, mentre nel 1867 ricevette una menzione d'onore in ornato modellato. La sua formazione come ingegnere e architetto fu completata presso lo studio di Giacomo Roster, con il quale collaborò alla fondazione dei "Ricordi di architettura", un periodico pubblicato a Firenze dal 1878 al 1900, dove venivano illustrati monumenti antichi e opere di artisti contemporanei, soprattutto toscani, e dove il Corinti pubblicò costantemente fino all'ultimo numero, con numerosi studi su edifici storici e alcuni suoi progetti.
Parallelamente a queste attività, occupò a lungo le cattedre di disegno lineare e applicazioni di architettura decorativa presso la Scuola professionale fiorentina di arti decorative e industriali. A partire dal 1884, divenne membro dell'Accademia delle arti del disegno, ottenendo nel 1888 la nomina a socio residente e svolgendo incarichi di archivista. Dal 1894, fece parte della Società Colombaria, ottenendo nel 1925 la qualifica di socio urbano.

## Architettura
All'interno del panorama architettonico fiorentino di quel periodo, nonostante le notevoli abilità decorative, l'attività del Corinti appare confinata entro i limiti di un professionismo corretto, ma mai eccelso. Si impegnò nella costruzione di alloggi popolari, quasi a titolo gratuito, come gli edifici residenziali di via Spontini (1887), via Arnolfo di Cambio e via Beato Angelico (1889), via del Romito (1905). 
Tra le opere per la borghesia e aristocrazia ci sono gli studi per la decorazione a graffito della facciata della casa Buonarroti (1875), le cappelle Gerini e Cantagalli (1906) nel cimitero del Galluzzo, il palazzo Bardini (oggi museo, 1881-1883), il castello dell'Acquabella a Vallombrosa (fino al 1889), i restauri alla villa del Salviatino a Maiano.
Progettò anche una "Mole Sabauda" per il concorso del 1881 per il monumento a Vittorio Emanuele II a Roma, che nelle intenzioni sarebbe dovuta essere la torre più alta del mondo, ma che però ebbe scarsa valutazione da parte dei suoi contemporanei.

## Studi di archeologia e di architettura medievale

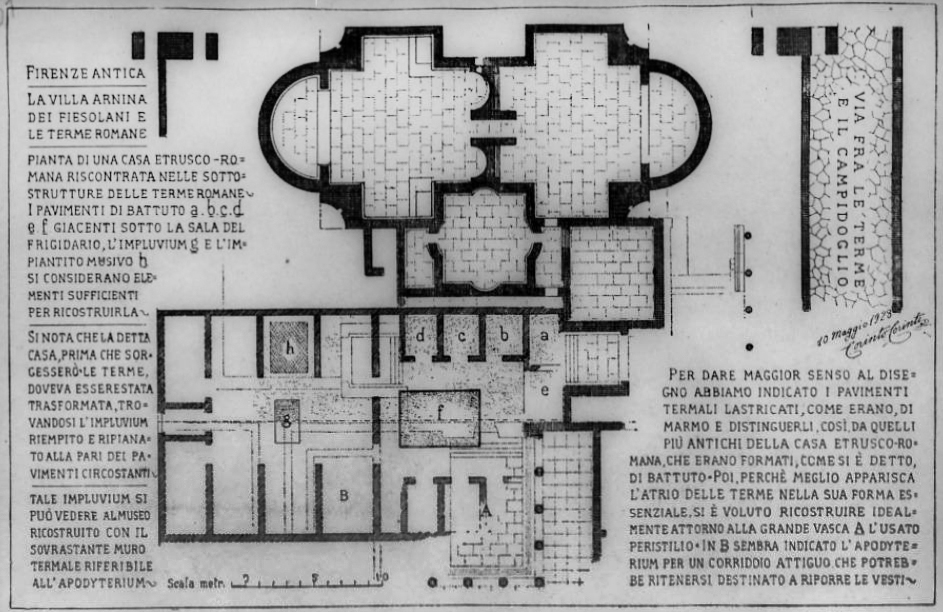
Corinto Corinti, Firenze Antica. La Villa Arnina dei Fiesolani e le Terme romane.

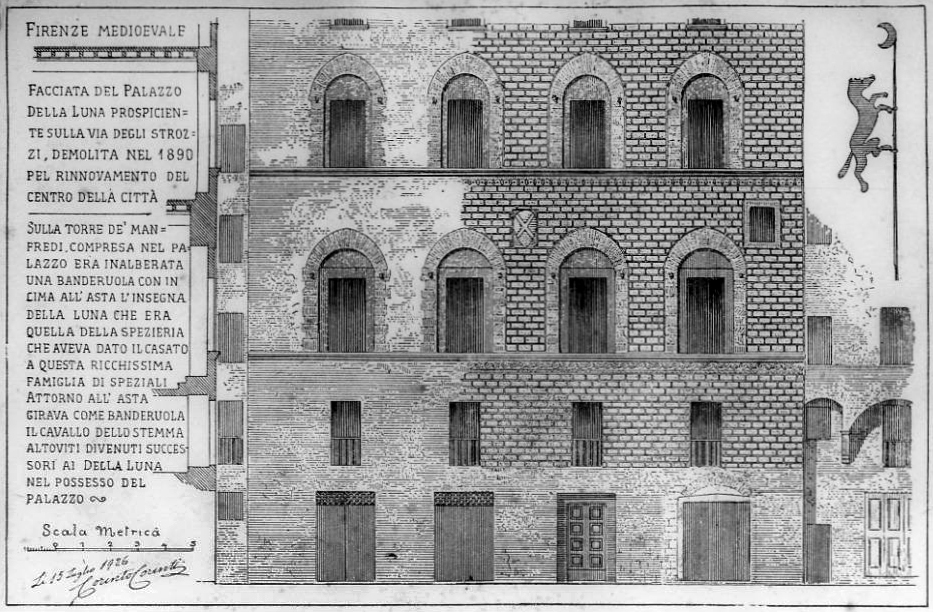
Corinto Corinti, Firenze medioevale. Facciata del Palazzo Della Luna prospiciente sulla via degli Strozzi, demolita nel 1890.

La fama del Corinti tuttavia, più che all'opera di architetto, è oggi legata soprattutto al suo coinvolgimento nella Commissione storico-artistica che, tra il 1889 e il 1895, fu incaricata dal Comune di Firenze di eseguire i rilievi durante la discussa stagione del Risanamento di Firenze. In particolare, durante le demolizioni che cancellarono interi quartieri storici nell'area del Mercato Vecchio e del Ghetto, il Corinti fu nominato capo di un "Ufficio tecnico speciale" che doveva documentare, attraverso piante, fotografie, disegni e rilievi, la trasformazione del centro cittadino.
Con l'assistenza di due collaboratori e di occasionali aiuti, il Corinti completò personalmente, tra il 1889 e il 1895, studi che si tradussero in oltre un centinaio di dettagliate tavole illustrative e, intorno al 1893, supervisionò la realizzazione di una serie di fotografie, organizzando tutto questo materiale grafico e fotografico in un inventario reso disponibile nel 1896, ispirato a un'idea di Isidoro Del Lungo di pubblicare un libro sul centro distrutto di Firenze. Tuttavia per la pubblicazione vera e propria si dovette attendere il 1925, nella forma di quattro serie di cartoline postali.
Questi studi rappresentano tutt'oggi una fonte documentaria imprescindibile sia la conoscenza dei resti dell'antica città romana emersi durante gli scavi (nonostante alcune ricostruzioni degli edifici arbitrarie, frutto più di suggestioni che di un'indagine scientifica), sia per la ricostruzione delle chiese, delle torri e dei palazzi medievali demoliti (nonostante i suoi limiti nella preparazione erudita). In questa attività fu aiutato dai consigli di Luigi Milani, all'epoca direttore del Regio Museo etrusco, per la parte archeologica, e dai membri della Commissione storico-artistica, come l'architetto Luigi Del Moro, per quella moderna. 
Tuttavia Il Corinti si dovette scontrare con la scarsa collaborazione da parte degli operai, vista la sua limitata autorità, e dovette fronteggiare molte difficoltà organizzative e finanziarie durante i lavori, che impedirono di poter documentare e proteggere ciò che di valore veniva trovato nella sua interezza. Solo una parte di opere salvate trovarono posto nei musei cittadini (in virtù anche dell'impegno di Guido Carocci).
Anche dopo lo scioglimento dell'Ufficio tecnico nel 1895, il Corinti mantenne il suo interesse per le antichità fiorentine, in particolare quelle di epoca romana, continuando una modesta attività antiquaria in collaborazione con la Società Colombaria. La sua ricerca è rappresentata principalmente dal saggio Degli avanzi del teatro di Firenze romana del 1924-1925 e dal manoscritto Gli attuali scavi del Battistero di S. Giovanni datato 1913.